# Langenhorn
Langenhorn (en alemán: Langhorn; en frisón septentrional: e Hoorne; en bajo alemán: Langenhoorn) es un municipio situado en el distrito de Frisia Septentrional, en el estado federado de Schleswig-Holstein (Alemania), con una población a finales de 2016 de unos 3193 habitantes.
Se encuentra ubicado al noroeste del estado, cerca de la costa del mar del Norte y de la frontera con Dinamarca.